# Boletina lundstromi
Boletina lundstromi är en tvåvingeart som beskrevs av Landrock 1912. Boletina lundstromi ingår i släktet Boletina och familjen svampmyggor. Inga underarter finns listade i Catalogue of Life.